# Orgyia viridescens
Orgyia viridescens är en fjärilsart som beskrevs av Walker 1855. Orgyia viridescens ingår i släktet fjädertofsspinnare, och familjen tofsspinnare. Inga underarter finns listade i Catalogue of Life.